# Eleanor (Virgínia Ocidental)
Eleanor é uma cidade  localizada no estado norte-americano de Virgínia Ocidental, no Condado de Putnam.

## Demografia
Segundo o censo norte-americano de 2000, a sua população era de 1345 habitantes.
Em 2006, foi estimada uma população de 1518, um aumento de 173 (12.9%).

## Geografia
De acordo com o United States Census Bureau tem uma área de
2,2 km², dos quais 2,2 km² cobertos por terra e 0,0 km² cobertos por água.

## Localidades na vizinhança
O diagrama seguinte representa as localidades num raio de 16 km ao redor de Eleanor.